# Піджакова
Піджако́ва (рос. Пиджакова) — присілок у складі Талицького міського округу Свердловської області.
Населення — 15 осіб (2010, 30 у 2002).
Національний склад станом на 2002 рік: росіяни — 100 %.